# Argaon
Argaon (lub Adgaon) – wioska w Indiach niedaleko Akot w dystrykcie Akola w stanie Maharashtra, 32 mile na północ od miasta Akola. Wioska jest znana z bitwy pomiędzy Brytyjczykami i Marathami w czasie II wojny Marackiej.
Bitwa o Argaon miała miejsce 28 listopada 1803 roku, pomiędzy Brytyjczykami, którymi dowodził Generał Arthur Wellesley, późniejszy książę Wellington a siłami Radży prowincji Berar, którymi dowodził Sindhia of Gwalior. 3 bataliony Wellesleya, które wcześniej spisywały się dobrze, zostały pobite i salwowały się ucieczką. Sytuacja zrobiła się bardzo poważna, Wellesley jednak zdołał powstrzymać odwrót i w końcu pokonał Marathów. Brytyjczycy stracili 346 zabitych i rannych.